# Déjalo que gire
Déjalo que gire es el nombre del álbum debut del grupo mexicano Magneto. Fue publicado por Discos y Cartuchos de México, S.A. (Melody) en 1983.

## Listado de canciones
1. Déjalo que gire (Beat it) - 3:29
2. El cascarón - 3:26
3. Esto es un bajón - 3:21
4. Pena de amor - 3:23
5. Uno más en la ciudad - 3:18
6. En un rincón de mi ser - 3:15
7. No te dejes caer - 4:40
8. Te quiero tanto tanto - 2:42
9. Te quiero sola - 3:14
10. Yo cantaré para ti - 3:19

## Integrantes
- Juan, Xavier, Eddie, Pepe, Elías

- Datos: Q5815586